# Temporada 2012 del Campeonato Mundial de Rally
La temporada 2012 fue la edición 40º del Campeonato Mundial de Rally. Comenzó el 17 de enero en el Rally de Montecarlo y finalizó el 11 de noviembre en el Rally de España. Se organizaron también el campeonato Super 2000, el campeonato de producción y la Academia WRC.
La comisión organizadora del campeonato sufrió varios problemas con la financiación. A principios de año la principal promotora del evento abandonó y posteriormente la empresa finlandesa Nokia firmó un contrato de patrocinio que duró solo unas semanas: a finales de mayo se retiró por lo que la FIA quiso obligar a los organizadores a firmar un contrato donde se comprometían a pagar una suma 100.000 € para mantener la prueba en el calendario de 2013, pero ninguno de los organizadores firmó el contrato como medida de presión.
En ese sentido, en el mes de junio, la FIA abrió un plazo para que las empresas interesadas presentaran sus ofertas para cubrir los servicios de tiempos y seguimiento del WRC. Finalmente se llegó a un acuerdo con la Unión Europea de Radiodifusión, que se encargará de distribuir los contenidos audiovisuales del campeonato y a The Sportsman Media Group y Red Bull Media House como los promotores para la temporada 2013.

## Desarrollo

### Primera ronda:Montecarlo

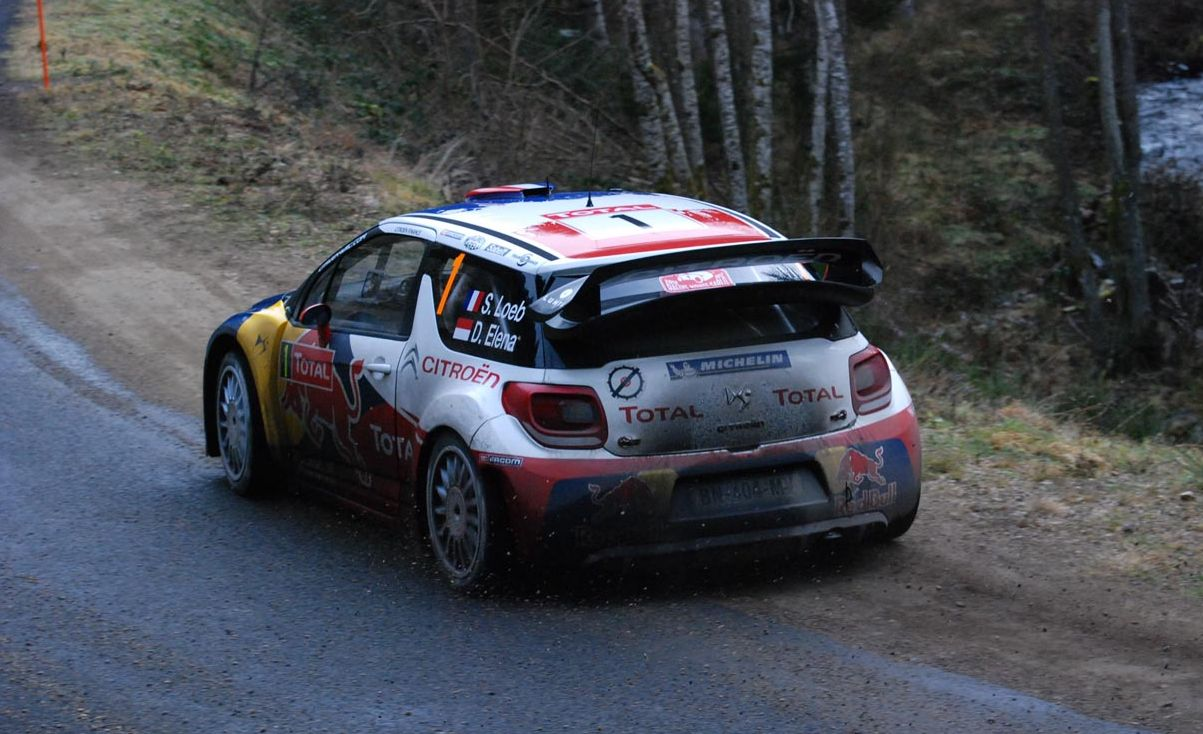
Loeb en Montecarlo con el Citroën DS3 WRC comenzó la temporada con una victoria.

La temporada comenzó con el regreso del Rally de Montecarlo que se había caído del mundial en 2009. La carrera fue dominada por Sébastien Loeb que logró así, su sexta victoria en la prueba. Por su parte el finlandés el finlandés Jari-Matti Latvala que se situaba líder de la general sufrió un vuelco en el cuarto tramo que lo obligaba a abandonar, cediendo el liderato a Loeb que lo conservaría hasta el final. El francés Sébastien Ogier, ganador de la edición de 2009, que pilotaba un Škoda Fabia S2000 y que se situaba sexto en el noveno tramo, sufrió un fuerte accidente que lo obligó a abandonar. Segundo fue el español Dani Sordo con el Mini John Cooper Works WRC y tercero Petter Solberg con el Ford Fiesta WRC.

### Segunda ronda:Suecia
El segundo rally del calendario fue en Suecia, donde los nórdicos fueron protagonistas que dominaron la prueba y coparon los tres puestos del podio. Los finlandese Jari-Matti Latvala y Mikko Hirvonen se pelearon por el primer puesto, que se adjudicaría finalmente Latvala, aunque tuvo que defenderla hasta el final, ya que pinchó una rueda y ganó tan solo con una ventaja de dieciséis segundos sobre su compatriota. Sébastien Loeb quedaría fuera de carrera al quedar atrapado en la nieve, el primer día en el séptimo tramo, y que finalmente pudo escalar hasta la sexta plaza y ganar tres puntos más con la victoria en el Power Stage. Petter Solberg perdió la tercera plaza del podio en favor de Mads Ostberg tras pinchar en el mismo punto que Latvala.

### Tercera ronda:México
La tercera ronda se disputó en México, donde Loeb logró la segunda victoria del campeonato. Segundo fue Hirvonen y tercero Solberg. En la categoría de producción venció el mexicano Benito Guerra.

### Cuarta ronda:Portugal
En Portugal, Hirvonen se llevó inicialmente la victoria, pero posteriormente a la carrera se descalificó al piloto por irregularidades en el Citroën DS3 WRC, por lo que la victoria fue a para al noruego Mads Ostberg, la primera de su carrera.

### Quinta ronda:Argentina
En Argentina, Latvala no pudo competir por una accidente días antes de la prueba y en su lugar corrió Dani Sordo. La prueba fue dominada por los pilotos de Citroën: Sébastien Loeb y Mikko Hirvonen copando las dos primeras plazas del podio, siendo la victoria número 70 para Loeb. El tercer puesto se lo llevó Mads Østberg gracias al abandono de Dani Sordo en el último tramo, al sufrir una rotura en el alternador de su Ford Fiesta WRC. El otro piloto de Ford, Petter Solberg solo pudo ser sexto, pero logró sumar ocho puntos más tres extra en el Powerstage y estableció un nuevo récord para la marca en el Campeonato del Mundo, al completar 150 rally consecutivos puntuando.

### Sexta ronda:Grecia
En Grecia Latvala comenzó dominando la prueba pero el segundo día Loeb se colocó líder y no abandonaría la posición hasta el final. Por su parte Solberg escaló hasta la segunda posición y terminó el segundo día a solo 10 segundos de Loeb, pero en la última etapa sufrió un golpe en su vehículo y arrancó una rueda viéndose obligado a abandonar. A partir de ahí, Loeb lideró la prueba sin forzar hasta que en el antepenúltimo tramo sufrió un pinchazo que casi le cuesta la victoria: cambió la rueda en pleno tramo en solo minuto y medio, llegando al último tramo, el Powerstage, con una ventaja de 38 segundos sobre su compañero Hirvonen. En el último tramo Loeb marcó el mejor tiempo asegurándose la victoria y sumando tres puntos extras. Segundo fue Latvala que terminó tercero de la general mientras que Hirvonen ocupó la segunda plaza del podio dando a Citroën el tercer doblete del año.

### Séptima ronda:Nueva Zelanda
En Nueva Zelanda Loeb consiguió su quinta victoria del año, la tercera consecutiva. Segundo fue su compañero de equipo Mikko Hirvonen, que terminó a medio minuto de Loeb, lo que suponía el tercer doblete consecutivo de Citroën y el cuarto del año. En la tercera plaza finalizaba Solberg, que lograba su cuarto podio del año, mientras que el otro piloto de Ford, Jari-Matti Latvala finalizaba en la séptima posición después de sufrir una salida de pista en el séptimo tramo. En el campeonato SWRC, vencía el piloto local Hayden Paddon, que se hacía con su segunda victoria del año en la categoría. En el campeonato de Producción vencía el argentino Marcos Ligato, primera victoria de la temporada para el piloto.

### Octava ronda:Finlandia

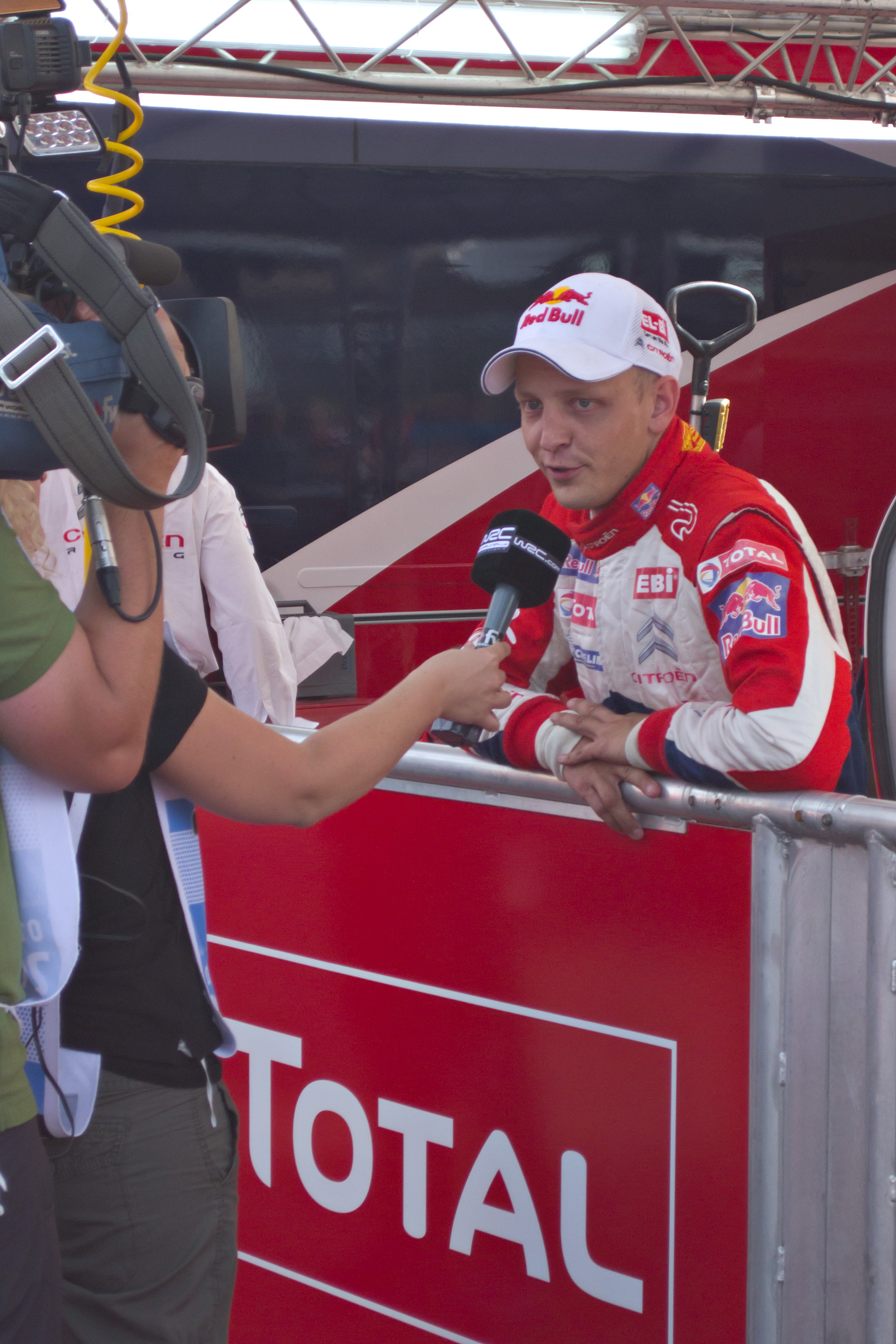
Mikko Hirvonen que hizo su primer con Citroën durante el rally de Finlandia donde fue segundo.

En Finlandia Loeb vuelve a imponerse y logra la victoria de nuevo acompañado por su compañero Hirvonen que ocupó la segunda plaza del podio. El equipo sumó el cuarto podio doble consecutivo y el quinto del año. Tercero y cuarto fueron los pilotos de Ford, Latvala y Solberg respectivamente. En la categoría SWRC venció Per-Gunnar Andersson su segunda victoria del año lo que le valía situarse líder del campeonato gracias al abandono de Craig Breen. En la Academia WRC vencía Elfyn Evans su segunda victoria del año.

### Novena ronda:Alemania
En Alemania, Loeb consiguió su quinta victoria consecutiva y aventajó en cincuenta y cuatro puntos a su inmediato seguido, Mikko Hirvonen. Su compañero fue tercero mientras que la segunda plaza fue ocupada por Latvala que lograba su cuarto podio del año. Mads Østberg fue cuarto y Chris Atkinson quinto. El segundo piloto de Ford, Petter Solberg no pudo sumar puntos al terminar en la decimoprimera posición. En la categoría de producción venció el polaco Michał Kościuszko y en la Academia Evans sumaba su tercera victoria consecutiva.

### Décima ronda:Gran Bretaña
En Gran Bretaña el ganador fue Latvala, que ya había ganado en la edición de 2011 mientras que su compañero de equipo Solberg logró terminar en el podio, ocupando la tercera plaza a menos de un segundo de diferencia con Loeb que fue segundo. En la categoría SWRC vencía Craig Breen.

### Undécima ronda:Francia
En Alsacia, Loeb logró la victoria y se adjudicó matemáticamente su noveno título de pilotos. Segundo fue Latvala y tercero Nirvonen, posición que le valía a Citroën para asegurarse el campeonato de marcas. El otro piloto de Ford, Solberg sumo otro mal resultado, que tras una fuerte salida de pista, solo pudo terminar en la posición veintisiete. Craig Breen sumó otra victoria en el campeonato S2000 mientras que Evans sumó la cuarta victoria en la Academia lo que le aseguraba el título a falta de una prueba por disputar.

## Cambios y novedades
- El orden de salida en los rallyes de tierra entre los pilotos prioritarios 1 y 2, lo marcará el shakedown.[26]
- El sistema Super-rally, que pasa a llamarse Rally 2 es opcional, dejando a criterio del organizador de cada rally si se permite o no.[27]
- Tanto piloto como copiloto debe estar en posesión del carnet de conducir.[27]

### Calendario
- El Rally de Montecarlo regresa al calendario mundialista y contó con una larga edición de seis días de duración.[28][29]
- El Rally de Gran Bretaña no cerrará el calendario como venía haciendo desde años atrás, dejando en su lugar al Rally de España.
- El calendario de la WRC Academy será: Portugal, Grecia, Finlandia, Alemania, Francia y España.[30]
- El Rally de Italia, inicialmente se iba a realizar en Sicilia[31][32] en la prueba Rally Targa Florio pero a finales de febrero se confirmó el Rally de Cerdeña como la ronda italiana.[33]
- Calendario definitivo para la temporada 2012:[34]

| N.º | Fecha               | Rally                      | Superficie      | Categorías | Categorías | Categorías | Resultados |
| --- | ------------------- | -------------------------- | --------------- | ---------- | ---------- | ---------- | ---------- |
| 1   | 17-22 de enero      | Rally de Montecarlo        | Asfalto y hielo | SWRC       | PWRC       |            | Resultados |
| 2   | 9-12 de febrero     | Rally de Suecia            | Nieve           | SWRC       |            |            | Resultados |
| 3   | 8-11de marzo        | Rally México               | Tierra          |            | PWRC       |            | Resultados |
| 4   | 29 marzo-1 de abril | Rally de Portugal          | Tierra          | SWRC       |            | Academy    | Resultados |
| 5   | 27-29 de abril      | Rally Argentina            | Tierra          |            | PWRC       |            | Resultados |
| 6   | 25-27 de mayo       | Rally de Grecia            | Tierra          |            | PWRC       | Academy    | Resultados |
| 7   | 22-24 de junio      | Rally de Nueva Zelanda     | Tierra          | SWRC       | PWRC       |            | Resultados |
| 8   | 2-5 de agosto       | Rally de Finlandia         | Tierra          | SWRC       |            | Academy    | Resultados |
| 9   | 24-26 de agosto     | Rally de Alemania          | Asfalto         |            | PWRC       | Academy    | Resultados |
| 10  | 13-16 de septiembre | Rally de Gran Bretaña      | Tierra          | SWRC       |            |            | Resultados |
| 11  | 4-7 de octubre      | Rally de Francia - Alsacia | Asfalto         | SWRC       |            | Academy    | Resultados |
| 12  | 18-21 de octubre    | Rally de Cerdeña           | Tierra          |            | PWRC       |            | Resultados |
| 13  | 8-11 de noviembre   | Rally de España            | Asfalto         | SWRC       | PWRC       | Academy    | Resultados |

## Equipos
A finales de la temporada 2011 los equipos oficiales realizaron cambios significativos:
- Sebastien Ogier abandona Citroën y este ficha a Mikko Hirvonen y a Nasser Al-Attiyah como tercer piloto.
- Ford contrata a Petter Solberg para ocupar el sitio de Hirvonen y mantiene a Latvala.
- Mini mantiene a Sordo y Meeke seguirá en el equipo, pero sin realizar el calendario completo. Otros pilotos realizaron pruebas con el equipo como Pierre Campana, en Montecarlo o Patrik Sandell en Suecia. El 6 de febrero Prodrive y BMW rompen relaciones por lo que el equipo WRC Team Mini Portugal funcionará como el equipo constructor para BMW,[35] mientras que el Mini WRC Team pierde el estatus de constructor.
- Sebastien Ogier ficha por Volkswagen, que no competirá de forma oficial hasta 2013, que completará la temporada 2012 como privado con un Škoda Fabia S2000.
- En el mes de abril la FIA publicó la lista final de todos los equipos registrados como constructores para la temporada: Citroën, Ford, M-Sport, Qatar WRT, Citroën Junior, Brazil WRT, Adapta WRT y Team Mini Portugal.[36]

### WRC
| Equipos constructores                     | Equipos constructores | Equipos constructores      | Equipos constructores | Equipos constructores     | Equipos constructores | Equipos constructores | Equipos constructores |
| Equipo                                    | Constructor           | Automóvil                  | N.º                   | Piloto                    | Copiloto              | Rondas                |                       |
| ----------------------------------------- | --------------------- | -------------------------- | --------------------- | ------------------------- | --------------------- | --------------------- | --------------------- |
| Citroën Total World Rally Team            | Citroën               | Citroën DS3 WRC            | 1                     | Sébastien Loeb            | Daniel Elena          | 1-13                  |                       |
| Citroën Total World Rally Team            | Citroën               | Citroën DS3 WRC            | 2                     | Mikko Hirvonen            | Jarmo Lehtinen        | 1-13                  |                       |
| Citroën Junior World Rally Team           | Citroën               | Citroën DS3 WRC            | 8                     | Thierry Neuville          | Nicolas Gilsoul       | 1–6, 8–11, 13         |                       |
| Ford World Rally Team                     | Ford                  | Ford Fiesta RS WRC         | 3                     | Jari-Matti Latvala        | Miikka Anttila        | 1–4, 6–13             |                       |
| Ford World Rally Team                     | Ford                  | Ford Fiesta RS WRC         | 3                     | Dani Sordo                | Carlos del Barrio     | 5                     |                       |
| Ford World Rally Team                     | Ford                  | Ford Fiesta RS WRC         | 4                     | Petter Solberg            | Chris Patterson       | All                   |                       |
| M-Sport Ford World Rally Team             | Ford                  | Ford Fiesta RS WRC         | 5                     | Ott Tänak                 | Kuldar Sikk           | All                   |                       |
| M-Sport Ford World Rally Team             | Ford                  | Ford Fiesta RS WRC         | 6                     | Evgeny Novikov            | Denis Giraudet        | 1–8                   |                       |
| M-Sport Ford World Rally Team             | Ford                  | Ford Fiesta RS WRC         | 6                     | Evgeny Novikov            | Nicolas Klinger       | 9                     |                       |
| M-Sport Ford World Rally Team             | Ford                  | Ford Fiesta RS WRC         | 6                     | Evgeny Novikov            | Ilka Minor            | 10–12                 |                       |
| M-Sport Ford World Rally Team             | Ford                  | Ford Fiesta RS WRC         | 8                     | François Delecour         | Dominique Savignoni   | 1                     |                       |
| M-Sport Ford World Rally Team             | Ford                  | Ford Fiesta RS WRC         | 8                     | Michał Sołowow            | Maciek Baran          | 2                     |                       |
| M-Sport Ford World Rally Team             | Ford                  | Ford Fiesta RS WRC         | 15                    | Matthew Wilson            | Scott Martin          | 10                    |                       |
| M-Sport Ford World Rally Team             | Ford                  | Ford Fiesta RS WRC         | 18                    | Dennis Kuipers            | Robin Buysmans        | 3                     |                       |
| Brazil World Rally Team                   | Ford                  | Ford Fiesta RS WRC         | 9                     | Daniel Oliveira           | Carlos Magalhães      | 4–6, 9, 11, 13        |                       |
| Brazil World Rally Team                   | Ford                  | Ford Fiesta RS WRC         | 9                     | Manfred Stohl             | Tina-Maria Monego     | 7                     |                       |
| Adapta World Rally Team                   | Ford                  | Ford Fiesta RS WRC         | 10                    | Mads Østberg              | Jonas Andersson       | 2–6, 8–12             |                       |
| Adapta World Rally Team                   | Ford                  | Ford Fiesta RS WRC         | 64                    | Eyvind Brynildsen         | Cato Menkerud         | 2                     |                       |
| Qatar World Rally Team                    | Citroën               | Citroën DS3 WRC            | 7                     | Nasser Al-Attiyah         | Giovanni Bernacchini  | 2–6, 9–11             |                       |
| Qatar World Rally Team                    | Citroën               | Citroën DS3 WRC            | 7                     | Thierry Neuville          | Nicolas Gilsoul       | 7, 12                 |                       |
| Qatar World Rally Team                    | Citroën               | Citroën DS3 WRC            | 7                     | Chris Atkinson            | Stéphane Prévot       | 8                     |                       |
| Qatar World Rally Team                    | Citroën               | Citroën DS3 WRC            | 7                     | Hans Weijs, Jr.           | Björn Degandt         | 13                    |                       |
| WRC Team Mini Portugal                    | MINI                  | Mini John Cooper Works WRC | 12                    | Armindo Araujo            | Miguel Ramalho        | 2–8                   |                       |
| WRC Team Mini Portugal                    | MINI                  | Mini John Cooper Works WRC | 12                    | Chris Atkinson            | Stéphane Prévot       | 9–10, 12              |                       |
| WRC Team Mini Portugal                    | MINI                  | Mini John Cooper Works WRC | 12                    | Chris Atkinson            | Glenn MacNeall        | 11, 13                |                       |
| WRC Team Mini Portugal                    | MINI                  | Mini John Cooper Works WRC | 14                    | Paulo Nobre               | Edu Paula             | 2–13                  |                       |
| Equipos no registrados como constructores |                       |                            |                       |                           |                       |                       |                       |
| Armindo Araújo World Rally Team           | MINI                  | Mini John Cooper Works WRC | 12                    | Armindo Araújo            | Miguel Ramalho        | 1                     |                       |
| Palmeirinha Rally                         | MINI                  | Mini John Cooper Works WRC | 14                    | Paulo Nobre               | Edu Paula             | 1                     |                       |
| Prodrive WRC Team                         | MINI                  | Mini John Cooper Works WRC | 23                    | Jarkko Nikara             | Jarkko Kalliolepo     | 13                    |                       |
| Prodrive WRC Team                         | MINI                  | Mini John Cooper Works WRC | 37                    | Dani Sordo                | Carlos del Barrio     | 1–2, 4, 7, 9, 11, 13  |                       |
| Prodrive WRC Team                         | MINI                  | Mini John Cooper Works WRC | 52                    | Pierre Campana            | Sabrina De Castelli   | 1                     |                       |
| Prodrive WRC Team                         | MINI                  | Mini John Cooper Works WRC | 52                    | Patrik Sandell            | Staffan Parmander     | 2                     |                       |
| Prodrive WRC Team                         | MINI                  | Mini John Cooper Works WRC | 52                    | Patrik Sandell            | Maria Andersson       | 4                     |                       |
| Prodrive WRC Team                         | MINI                  | Mini John Cooper Works WRC | 68                    | Yvan Muller               | Guy Leneveu           | 11                    |                       |
| Eliseo Salazar Motorsports                | MINI                  | Mini John Cooper Works WRC | 52                    | Eliseo Salazar            | Marc Marti            | 5                     |                       |
| Go Fast Energy World Rally Team           | Ford                  | Ford Fiesta RS WRC         | 9                     | Matthew Wilson            | Scott Martin          | 1                     |                       |
| Go Fast Energy World Rally Team           | Ford                  | Ford Fiesta RS WRC         | 16                    | Henning Solberg           | Ilka Minor            | 1–4, 6–8              |                       |
| Autotek Motorsport                        | Ford                  | Ford Fiesta RS WRC         | 17                    | Jari Ketomaa              | Mika Stenberg         | 2, 4, 7–8             |                       |
| Autotek Motorsport                        | Ford                  | Ford Fiesta RS WRC         | 21                    | Martin Prokop             | Zdeněk Hrůza          | 5                     |                       |
| Autotek Motorsport                        | Ford                  | Ford Fiesta RS WRC         | 22                    | Evgeny Novikov            | Ilka Minor            | 13                    |                       |
| M-Sport                                   | Ford                  | Ford Fiesta RS WRC         | 18                    | Matti Rantanen            | Mikko Lukka           | 8                     |                       |
| M-Sport                                   | Ford                  | Ford Fiesta RS WRC         | 52                    | Ricardo Triviño           | Álex Haro             | 3                     |                       |
| AT Rally                                  | Ford                  | Ford Fiesta RS WRC         | 19                    | Sebastian Lindholm        | Timo Hantunen         | 8                     |                       |
| Czech Ford National Team                  | Ford                  | Ford Fiesta RS WRC         | 21                    | Martin Prokop             | Jan Tománek           | 1                     |                       |
| Czech Ford National Team                  | Ford                  | Ford Fiesta RS WRC         | 21                    | Martin Prokop             | Zdeněk Hrůza          | 2, 4, 6, 8–12         |                       |
| Monster World Rally Team                  | Ford                  | Ford Fiesta RS WRC         | 21                    | Chris Atkinson            | Stéphane Prévot       | 3                     |                       |
| Monster World Rally Team                  | Ford                  | Ford Fiesta RS WRC         | 43                    | Ken Block                 | Alex Gelsomino        | 3, 7–8                |                       |
| Van Merksteijn Motorsport                 | Citroën               | Citroën DS3 WRC            | 11                    | Peter van Merksteijn, Sr. | Eddy Chevaillier      | 1                     |                       |
| Van Merksteijn Motorsport                 | Citroën               | Citroën DS3 WRC            | 15                    | Peter van Merksteijn, Jr. | Eddy Chevaillier      | 2, 4, 9               |                       |
| Magneti Marelli Checkstar Rally Team      | Citroën               | Citroën DS3 WRC            | 24                    | Luca Pedersoli            | Matteo Romano         | 12                    |                       |
| Collectif Equipe de France Rallye         | Citroën               | Citroën DS3 WRC            | 52                    | Sébastien Chardonnet      | Thidault de la Haye   | 11                    |                       |
| Volkswagen Motorsport                     | Škoda                 | Škoda Fabia S2000          | 23                    | Kevin Abbring             | Lara Vanneste         | 1                     |                       |
| Volkswagen Motorsport                     | Škoda                 | Škoda Fabia S2000          | 23                    | Kevin Abbring             | Frédéric Miclotte     | 3–4, 10               |                       |
| Volkswagen Motorsport                     | Škoda                 | Škoda Fabia S2000          | 24                    | Sepp Wiegand              | Timo Gottschalk       | 9                     |                       |
| Volkswagen Motorsport                     | Škoda                 | Škoda Fabia S2000          | 25                    | Sébastien Ogier           | Julien Ingrassia      | 1–6, 8–13             |                       |
| Volkswagen Motorsport                     | Škoda                 | Škoda Fabia S2000          | 26                    | Andreas Mikkelsen         | Ola Flone             | 2, 5–6, 8–9, 11–13    |                       |

### PWRC
| Equipo                   | N.º | Piloto               | Copiloto              | Automóvil                | Rallys            |
| ------------------------ | --- | -------------------- | --------------------- | ------------------------ | ----------------- |
| Lotos Dynamic Rally Team | 131 | Michał Kościuszko    | Maciek Szczepaniak    | Mitsubishi Lancer Evo X  | 1, 3, 5, 9, 12–13 |
| FRT Rally                | 132 | Nicolás Fuchs        | Rubén García          | Mitsubishi Lancer Evo X  | 1                 |
| FRT Rally                | 132 | Nicolás Fuchs        | Fernando Mussano      | Mitsubishi Lancer Evo X  | 3, 5              |
| FRT Rally                | 132 | Nicolás Fuchs        | Fernando Mussano      | Subaru Impreza WRX STI   | 6, 9, 12–13       |
| Top Run Motorsport       | 133 | Marcos Ligato        | Rubén García          | Subaru Impreza WRX STI   | 5–7, 9, 12–13     |
| Miele Racing             | 134 | Lorenzo Bertelli     | Lorenzo Granai        | Mitsubishi Lancer Evo IX | 1, 5              |
| Miele Racing             | 134 | Lorenzo Bertelli     | Lorenzo Granai        | Subaru Impreza WRX STI   | 6–7, 12–13        |
| Rally Team GB            | 136 | Louise Cook          | Stefan Davis          | Ford Fiesta ST           | 1, 6–7, 12        |
| Rally Team GB            | 136 | Louise Cook          | Stefan Davis          | Ford Fiesta R2           | 9, 13             |
| Ralliart Italy           | 138 | Benito Guerra        | Borja Rozada          | Mitsubishi Lancer Evo X  | 3, 5–6, 9, 12–13  |
| Mentos Ascania Racing    | 139 | Valeriy Gorban       | Andriy Nikolaiev      | Mitsubishi Lancer Evo IX | 5–7, 9, 12–13     |
| Mentos Ascania Racing    | 141 | Oleksiy Kikireshko   | Pavlo Cherepin        | Mitsubishi Lancer Evo IX | 5–7               |
| Mentos Ascania Racing    | 141 | Oleksiy Kikireshko   | Sergei Larens         | Mitsubishi Lancer Evo IX | 9, 12–13          |
| G.B. Motors              | 140 | Gianluca Linari      | Nicola Arena          | Subaru Impreza WRX STI   | 3, 5, 7           |
| G.B. Motors              | 140 | Gianluca Linari      | Monica Fortunato      | Subaru Impreza WRX STI   | 6                 |
| G.B. Motors              | 140 | Gianluca Linari      | Andrea Cecchi         | Subaru Impreza WRX STI   | 12–13             |
| Ricardo Triviño Rally    | 142 | Ricardo Triviño      | Álex Haro             | Mitsubishi Lancer Evo X  | 5                 |
| Ricardo Triviño Rally    | 142 | Ricardo Triviño      | Álex Haro             | Subaru Impreza WRX STI   | 6, 9, 12–13       |
| Ricardo Triviño Rally    | 142 | Ricardo Triviño      | Álex Haro             | Mitsubishi Lancer Evo IX | 7                 |
| Ramona Rallying          | 144 | Ramona Karlsson      | Miriam Walfridsson    | Mitsubishi Lancer Evo X  | 3, 5, 7, 9, 12–13 |
| Bosowa Rally Team        | 145 | Subhan Aksa          | Hade Mboi             | Mitsubishi Lancer Evo X  | 5                 |
| Bosowa Rally Team        | 145 | Subhan Aksa          | Jeff Judd             | Mitsubishi Lancer Evo X  | 6–7, 9            |
| Bosowa Rally Team        | 145 | Subhan Aksa          | Nicola Arena          | Mitsubishi Lancer Evo X  | 12                |
| Bosowa Rally Team        | 145 | Subhan Aksa          | Bill Hayes            | Mitsubishi Lancer Evo X  | 13                |
| Rodrigo Salgado          | 49  | Rodrigo Salgado      | Diodoro Salgado       | Mitsubishi Lancer Evo IX | 3                 |
| CRS Team                 | 49  | Ezequiel Campos      | Cristian Winkler      | Mitsubishi Lancer Evo X  | 5                 |
| RMC Motorsport           | 149 | Yeray Lemes          | Rogelio Peñate        | Mitsubishi Lancer Evo X  | 13                |
| Escudería Gironella      | 150 | Josep Maria Membrado | Josep Ramón Ribolledo | Mitsubishi Lancer Evo X  | 13                |

### SWRC
| Equipo                       | N.º | Piloto               | Copiloto          | Automóvil                      | Rallys               |
| ---------------------------- | --- | -------------------- | ----------------- | ------------------------------ | -------------------- |
| ASM Motorsport               | 31  | Hayden Paddon        | John Kennard      | Škoda Fabia S2000              | 2, 4, 7              |
| Baumschlager Rallye & Racing | 31  | Hayden Paddon        | John Kennard      | Škoda Fabia S2000              | 8, 10–11, 13         |
| Craig Breen Rallying         | 32  | Craig Breen          | Gareth Roberts    | Ford Fiesta S2000              | 1–2, 4               |
| Craig Breen Rallying         | 32  | Craig Breen          | Paul Nagle        | Ford Fiesta S2000              | 8, 10–11, 13         |
| Proton Motorsports           | 33  | Per-Gunnar Andersson | Emil Axelsson     | Proton Satria Neo S2000        | 1–2, 7–8, 10–11, 13  |
| Proton Motorsports           | 34  | Giandomenico Basso   | Mitia Dotta       | Proton Satria Neo S2000        | 1                    |
| Proton Motorsports           | 34  | Alister McRae        | Bill Hayes        | Proton Satria Neo S2000        | 2, 7                 |
| Proton Motorsports           | 34  | Juha Salo            | Marko Salminen    | Proton Satria Neo S2000        | 8                    |
| Proton Motorsports           | 34  | Tom Cave             | Craig Parry       | Proton Satria Neo S2000        | 10                   |
| Proton Motorsports           | 34  | Andreas Aigner       | Detlef Ruf        | Proton Satria Neo S2000        | 11                   |
| Proton Motorsports           | 34  | Alastair Fisher      | Daniel Barritt    | Proton Satria Neo S2000        | 13                   |
| Castrol TRW Motointegrator   | 35  | Maciej Oleksowicz    | Andrej Obrebowski | Ford Fiesta S2000              | 2, 4, 7–8, 10–11, 13 |
| Yazeed Racing                | 36  | Yazeed Al-Rajhi      | Michael Orr       | Ford Fiesta S2000              | 2, 4, 7–8, 10–11, 13 |
| Pontus Tidemand Racing       | 49  | Pontus Tidemand      | Jorgen Nordhagen  | Škoda Fabia S2000              | 2                    |
| Gundersen Motorsport         | 63  | Marius Aasen         | Veronica Engan    | Ford Fiesta S2000              | 2                    |
| Pedro Meireles               | 49  | Pedro Meireles       | Mario Castro      | Mitsubishi Lancer Evo X R4     | 4                    |
| Printsport                   | 49  | Esapekka Lappi       | Janne Ferm        | Ford Fiesta S2000              | 8                    |
| M-Sport                      | 49  | Alastair Fisher      | Daniel Barritt    | Ford Fiesta S2000              | 10                   |
| PCR Sport                    | 49  | Albert Llovera       | Diego Vallejo     | Fiat Abarth Grande Punto S2000 | 13                   |

### Academia WRC
- Pilotos de la Academia WRC:[61]

| N.º | Piloto                | Copiloto               | Rallys            |
| --- | --------------------- | ---------------------- | ----------------- |
| 101 | Christopher Duplessis | Karl Atkinson          | 4, 6              |
| 101 | Christopher Duplessis | Alexander Kihurani     | 8                 |
| 102 | José Antonio Suárez   | Cándido Carrera        | 4, 6, 8–9, 11, 13 |
| 103 | Alastair Fisher       | Daniel Barritt         | 4, 6, 8–9, 11     |
| 104 | Mark Donnelly         | Dai Roberts            | 4                 |
| 104 | Martin Koči           | Lukáš Zámečník         | 9                 |
| 105 | Pontus Tidemand       | Stig Rune Skjaermoen   | 4, 6, 8, 11, 13   |
| 105 | Pontus Tidemand       | Emil Axelsson          | 9                 |
| 106 | Brendan Reeves        | Rhianon Smyth          | 4, 6, 8–9, 11, 13 |
| 107 | Timo van der Marel    | Erwin Berkhof          | 4, 6, 8–9, 11, 13 |
| 108 | John Maccarone        | Stuart Loudon          | 4, 6, 8–9, 11, 13 |
| 109 | Elfyn Evans           | Andrew Edwards         | 4, 6              |
| 109 | Elfyn Evans           | Philip Pugh            | 8–9, 11, 13       |
| 110 | Yeray Lemes           | Rogelio Peñate         | 4                 |
| 110 | Aron Domzala          | Kacper Pietrusinski    | 13                |
| 111 | João Silva            | José Janela            | 4                 |
| 111 | João Silva            | Hugo Magalhães         | 6, 8–9            |
| 113 | Ashley Haigh-Smith    | Craig Perry            | 4, 6, 8–9, 11     |
| 114 | Fredrik Ahlin         | Morten Erik Abrahamsen | 4, 6, 8–9, 11, 13 |

## Resultados

### Puntuación
| Posición | 1º | 2º | 3º | 4º | 5º | 6º | 7º | 8º | 9º | 10º |
| Puntos   | 25 | 18 | 15 | 12 | 10 | 8  | 6  | 4  | 2  | 1   |

- Los tres primeros pilotos del Powerstage (último tramo de cada rally), suman 3, 2 y 1 punto extra respectivamente.

### Campeonato de Pilotos
| Pos. | Piloto                    | MON | SUE | MEX | POR  | ARG | GRE | NZL | FIN | ALE | GBR | FRA | ITA  | ESP | Puntos |
| ---- | ------------------------- | --- | --- | --- | ---- | --- | --- | --- | --- | --- | --- | --- | ---- | --- | ------ |
| 1    | Sébastien Loeb            | 1 3 | 6 3 | 1 2 | Ret  | 1   | 1 3 | 1 1 | 1 1 | 1 3 | 2 2 | 1   | Ret  | 1 1 | 270    |
| 2    | Mikko Hirvonen            | 4 2 | 2   | 2   | DSQ  | 2 2 | 2 1 | 2   | 2 3 | 3 2 | 5 3 | 3   | 1    | 3   | 213    |
| 3    | Jari-Matti Latvala        | Ret | 1 1 | Ret | 13 2 |     | 3 2 | 7 3 | 3   | 2   | 1 1 | 2   | 12 2 | 2 3 | 154    |
| 4    | Mads Østberg              |     | 3   | 4 1 | 1    | 3   | 4   |     | 5   | 4   | 4   | 5 1 | 4    | 4   | 149    |
| 5    | Petter Solberg            | 3   | 4 2 | 3 3 | 3    | 6 3 | Ret | 3 2 | 4 2 | 11  | 3   | 26  | 9 3  | 11  | 124    |
| 6    | Evgeny Novikov            | 5 3 | 5   | Ret | 2    | 8   | Ret | 4   | 36  | Ret | 6   | 7   | 2    | 10  | 88     |
| 7    | Thierry Neuville          | Ret | 12  | 13  | 8    | 5   | 6   | 5   | 16  | 12  | 7   | 4 2 | 19 1 | 12  | 53     |
| 8    | Ott Tänak                 | 8   | Ret | 5   | 14 1 | 10  | 9   | Ret | 6   | Ret | Ret | 6 3 | 3    | Ret | 52     |
| 9    | Martin Prokop             | 9   | 9   |     | 5    | 4   | 5   |     | 9   | Ret | 9   | 9   | 8    | 13  | 46     |
| 10   | Sébastien Ogier           | Ret | 11  | 8   | 7    | 7   | 7   |     | 10  | 6   | 12  | 11  | 5    | Ret | 41     |
| 11   | Dani Sordo                | 2   | Ret |     | 11 3 | Ret |     | 6   |     | 9   |     | Ret |      | 9 2 | 35     |
| 12   | Nasser Al-Attiyah         |     | 21  | 6   | 4    | 9 1 | Ret |     |     | 8   | 10  | Ret |      |     | 28     |
| 13   | Chris Atkinson            |     | WD  | Ret |      |     |     |     | 39  | 5   | 11  | 8   | 6    | 7   | 28     |
| 14   | Andreas Mikkelsen         |     | 13  |     |      | Ret | Ret |     | 27  | 7 1 |     | 12  | 7    | 21  | 13     |
| 15   | Armindo Araújo            | 10  | 15  | 7   | 15   | Ret | 11  | 8   | 15  |     |     |     |      |     | 11     |
| 16   | Jarkko Nikara             |     |     |     |      |     |     |     | 13  |     |     |     |      | 5   | 10     |
| 17   | Craig Breen               | 14  | 16  |     | Ret  |     |     |     | Ret |     | 13  | 17  |      | 6   | 8      |
| 18   | François Delecour         | 6   |     |     |      |     |     |     |     |     |     |     |      |     | 8      |
| 19   | Dennis Kuipers            |     |     |     | 6    |     |     |     |     |     |     |     |      |     | 8      |
| 20   | Henning Solberg           | 13  | 7   | WD  | WD   |     | WD  | WD  | WD  |     |     |     |      |     | 6      |
| 21   | Pierre Campana            | 7   |     |     |      |     |     |     |     |     |     |     |      |     | 6      |
| 22   | Matti Rantanen            |     |     |     |      |     |     |     | 7   |     |     |     |      |     | 6      |
| 23   | Jari Ketomaa              |     | Ret |     | 9    |     |     | 11  | 8   |     |     |     |      |     | 6      |
| 24   | Per-Gunnar Andersson      | Ret | 14  |     |      |     |     | 23  | 11  |     | 24  | 24  |      | 8   | 4      |
| 25   | Matthew Wilson            | 11  | WD  |     |      |     |     |     |     |     | 8   |     |      |     | 4      |
| 26   | Yazeed Al-Rajhi           |     | 24  |     | Ret  |     | 8   | 28  | 17  | Ret | 16  | 18  |      | 15  | 4      |
| 27   | Patrik Sandell            |     | 8   |     | Ret  |     |     |     |     |     |     |     |      |     | 4      |
| 28   | Ken Block                 |     |     | 9   |      |     |     | 9   | Ret |     |     |     |      |     | 4      |
| 29   | Abdulaziz Al-Kuwari       |     |     |     |      |     | 10  |     |     |     |     |     |      | 14  | 1      |
| 30   | Sébastien Chardonnet      | 19  |     |     | 25   |     | 28  |     | 33  | 15  | 19  | 10  |      |     | 1      |
| 31   | Ricardo Triviño           |     |     | 10  | 26   | Ret | 16  | 19  |     | 22  |     | 28  | 22   | 35  | 1      |
| 32   | Mathieu Arzeno            | Ret |     |     |      |     |     |     |     | 10  | 18  | Ret |      |     | 1      |
| 33   | Peter van Merksteijn, Jr. |     | 19  |     | 10   |     |     |     |     | Ret |     |     |      |     | 1      |
| 34   | Eyvind Brynildsen         |     | 10  |     |      |     |     |     |     |     |     |     |      |     | 1      |
| 35   | Manfred Stohl             |     |     |     |      |     |     | 10  |     |     |     |     |      |     | 1      |
| 36   | Luca Pedersoli            |     |     |     |      |     |     |     |     |     |     |     | 10   |     | 1      |

| Color     | Resultado                                              |
| Oro       | Ganador                                                |
| Plata     | 2ª plaza                                               |
| Bronce    | 3ª plaza                                               |
| Verde     | Finalizó (diez primeros)                               |
| Azul      | Finalizó                                               |
| Violeta   | No terminó (Ret)                                       |
| Negro     | Descalificado (DES)                                    |
| Blanco    | No empezó (DNS)                                        |
| Blanco    | Excluido (EX)                                          |
| Blanco    | Lesionado (LES)                                        |
| Sin color | No participó                                           |
| x1        | Puntos extra                                           |
| (x)       | Entre paréntesis, puntos no computables para el total. |

### Campeonato de Constructores
- Tras romper relaciones Prodrive y BMW, el equipo Mini WRC Team, desaparece del campeonato de constructores.[63]
- El equipo WRC Team Mini Portugal pasa a ser el equipo constructor de Mini, que nace de la fusión de los equipos Armindo Araújo World Rally Team y Palmeirinha Rally.

| Pos. | Constructor                     | MON | SUE | MEX | POR | ARG | GRE | NZL | FIN | ALE | GBR | FRA | ITA | ESP | Pts |
| ---- | ------------------------------- | --- | --- | --- | --- | --- | --- | --- | --- | --- | --- | --- | --- | --- | --- |
| 1    | Citroën World Rally Team        | 37  | 28  | 43  | 0   | 43  | 43  | 43  | 43  | 40  | 28  | 40  | 25  | 40  | 453 |
| 2    | Ford World Rally Team           | 15  | 40  | 15  | 26  | 10  | 15  | 23  | 27  | 26  | 40  | 22  | 22  | 28  | 309 |
| 3    | M-Sport Ford World Rally Team   | 16  | 12  | 10  | 31  | 12  | 10  | 12  | 12  | 0   | 8   | 14  | 33  | 0   | 170 |
| 4    | Adapta World Rally Team         |     |     | 12  |     | 15  |     |     | 10  | 12  | 12  | 10  |     | 12  | 83  |
| 5    | Citroën Junior World Rally Team |     |     | 6   | 12  | 12  | 12  |     | 6   | 6   | 6   | 12  |     |     | 72  |
| 6    | Qatar World Rally Team          |     | 8   | 8   | 15  | 6   | 0   | 10  | 2   | 10  | 4   | 0   | 8   | 0   | 71  |
| 7    | Brazil World Rally Team         |     |     |     | 10  | 0   | 0   | 6   |     | 4   |     | 0   |     | 8   | 28  |
| 8    | Mini WRC Team†                  | 26  |     |     |     |     |     |     |     |     |     |     |     |     | 26  |
| -    | Armindo Araújo World Rally Team | 8   |     |     |     |     |     |     |     |     |     |     |     |     | 0   |
| -    | Palmeirinha Rally               | 9   |     |     |     |     |     |     |     |     |     |     |     |     | 0   |

### Campeonato de Producción
| Pos | Piloto             | MON | MEX | ARG | GRE | NZL | ALE | ITA | ESP | Pts |
| --- | ------------------ | --- | --- | --- | --- | --- | --- | --- | --- | --- |
| 1   | Benito Guerra      |     | 1   | 1   | 4   |     | 2   | 8   | 1   | 109 |
| 2   | Marcos Ligato      |     |     | 4   | Ret | 1   | 3   | 2   | 2   | 88  |
| 3   | Valeriy Gorban     |     |     | 3   | 1   | 4   | 7   | 3   | 4   | 85  |
| 4   | Michał Kościuszko  | 1   | 3   | Ret |     |     | 1   | 6   | 6   | 81  |
| 5   | Subhan Aksa        |     |     | 7   | 2   | 2   | 6   | 4   | 3   | 77  |
| 6   | Nicolás Fuchs      | WD  | 2   | 2   | Ret |     | 5   | 1   | 9   | 73  |
| 7   | Ricardo Triviño    |     |     | Ret | 3   | 3   | 4   | 7   | 8   | 52  |
| 8   | Louise Cook        | 2   |     |     | 6   | 6   | Ret | 10  | WD  | 35  |
| 9   | Gianluca Linari    |     | 4   | 5   | Ret | 5   |     | 9   | 10  | 35  |
| 10  | Lorenzo Bertelli   | Ret |     | 8   | 5   | Ret |     | Ret | 5   | 24  |
| 11  | Oleksiy Kikireshko |     |     | Ret | Ret | Ret | Ret | 5   | 11  | 10  |
| 12  | Rodrigo Salgado    |     | 5   |     |     |     |     |     |     | 10  |
| 13  | Ramona Karlsson    |     | 6   | Ret | Ret | Ret | Ret | WD  | WD  | 8   |
| 14  | Ezequiel Campos    |     |     | 6   |     |     |     |     |     | 8   |
| 15  | Yeray Lemes        |     |     |     |     |     |     |     | 7   | 6   |

### Campeonato S2000
| Pos | Piloto               | MON | SUE | POR | NZL | FIN | GBR | FRA | ESP | Pts |
| --- | -------------------- | --- | --- | --- | --- | --- | --- | --- | --- | --- |
| 1   | Craig Breen          | 1   | 2   | Ret |     | Ret | 1   | 1   | 1   | 118 |
| 2   | Per-Gunnar Andersson | Ret | 1   |     | 2   | 1   | 6   | 3   | 2   | 109 |
| 3   | Yazeed Al-Rajhi      |     | 5   | Ret | 4   | 2   | 3   | 2   | 3   | 88  |
| 4   | Hayden Paddon        |     | 4   | 1   | 1   | Ret | 7   | Ret | 5   | 78  |
| 5   | Maciej Oleksowicz    |     | 6   | 2   | 3   | 4   | 4   | Ret | Ret | 65  |
| 6   | Alastair Fisher      |     |     |     |     |     | 5   |     | 4   | 22  |
| 7   | Tom Cave             |     |     |     |     |     | 2   |     |     | 18  |
| 8   | Pontus Tidemand      |     | 3   |     |     |     |     |     |     | 15  |
| 9   | Pedro Meireles       |     |     | 3   |     |     |     |     |     | 15  |
| 10  | Juha Salo            |     |     |     |     | 3   |     |     |     | 15  |
| 11  | Andreas Aigner       |     |     |     |     |     |     | 4   |     | 12  |
| 12  | Esapekka Lappi       |     |     |     |     | 5   |     |     |     | 10  |
| 13  | Alister McRae        |     | 7   |     | Ret |     |     |     |     | 6   |
| -   | Giandomenico Basso   | Ret |     |     |     |     |     |     |     | 0   |
| -   | Marius Aasen         |     | Ret |     |     |     |     |     |     | 0   |
| -   | Albert Llovera       |     |     |     |     |     |     |     | Ret | 0   |

### Academia WRC
- Nota: el número: 1, hace referencia al número de tramos ganados, se concede un punto extra por cada tramo ganado.

| Pos | Piloto                | POR | GRE   | FIN | GER   | FRA   | ESP | Pts |
| --- | --------------------- | --- | ----- | --- | ----- | ----- | --- | --- |
| 1   | Elfyn Evans           | 7   | 1 7   | 1 7 | 1 3   | 1 3   | 3 3 | 144 |
| 2   | José Antonio Suárez   | 5   | 5 1   | 4 1 | 2     | 2 4   | 1 1 | 100 |
| 3   | Pontus Tidemand       | 3 1 | Ret 1 | 2 6 | 6     | 6 2   | 2 7 | 84  |
| 4   | Brendan Reeves        | 2 2 | 3     | 3 2 | 5 1   | 4 1   | 6   | 84  |
| 5   | John MacCrone         | 9   | 4 1   | 5   | 3 2   | 3 2   | 4 2 | 73  |
| 6   | Alastair Fisher       | 1 3 | 2     | 9 1 | Ret 4 | Ret 1 |     | 54  |
| 7   | Timo van der Marel    | 4   | 7     | Ret | 4 1   | 7     | 5   | 47  |
| 8   | Fredrik Åhlin         | 6 3 | Ret   | Ret | Ret   | 5 1   | Ret | 22  |
| 9   | Christopher Duplessis | Ret | 6     | 6   |       |       |     | 16  |
| 10  | João Silva            | 8   | Ret   | 7   | DNS   |       |     | 10  |
| 11  | Ashley Haigh-Smith    | WD  | Ret   | 8   | DNS   | WD    |     | 4   |